# Sajnšand
Sajnšand (in mongolo Сайншанд) è una città della Mongolia, capoluogo dell'ajmag (provincia) del Dornogov’ e il centro amministrativo del sum omonimo, che ha un'area di 2.342,80 km².

## Geografia fisica

### Territorio
È situata nelle steppe del deserto del Gobi, ad un'altitudine di 961 m s.l.m.

## Società

### Evoluzione demografica
Aveva, al censimento del 2000, una popolazione di 25.210 abitanti. 

## Infrastrutture e trasporti

### Ferrovie
La città si trova sulla linea ferroviaria Transmongolica.